# Els viatgers del temps
Els viatgers del temps (títol original en anglès: The Time Travelers, així com Time Trap) és una pel·lícula de ciència-ficció de 1964 dirigida per Ib Melchior i protagonitzada per Preston Foster, Philip Carey, Merry Anders, Steve Franken i John Hoyt, mentre que Delores Wells, Miss Juny 1960 de Playboy, hi té un petit paper, així com el superfan Forrest J. Ackerman. La pel·lícula es va doblar al català.
La trama implica un grup de científics que descobreixen que, a causa d'una sobrecàrrega elèctrica, la seva pantalla de visualització del temps els permet de sobte viatjar en el temps. American International Pictures va llançar la pel·lícula com a sessió doble amb Atragon. La pel·lícula va inspirar la sèrie de televisió de 1966 The Time Tunnel, així com el remake de 1967 Journey to the Center of Time.

## Trama
Els científics Dr. Erik von Steiner (Preston Foster), Dr. Steve Connors (Philip Carey) i Carol White (Merry Anders) estan provant el seu dispositiu de visualització del temps, obtenint enormes quantitats de potència. Danny McKee (Steve Franken), un tècnic de la central elèctrica, ha estat enviat per dir-los que tanquin el seu experiment. Durant la prova, ombres estranyes travessen ràpidament l'habitació immediatament abans que la pantalla mostri un paisatge àrid. En Danny descobreix que la pantalla s'ha convertit en un portal i el passa.
En la mesura que l'entorn s'està tornant inestable, els altres entren al portal per rescatar-lo. El portal desapareix, encallant-los. Perseguits per primitius hostils, busquen refugi en una cova, que descobreixen que porta a una ciutat subterrània: tot el que queda de civilització en un futur devastat per una guerra nuclear.
L'any és l'any 2071 dC. El líder de la ciutat, el Dr. Varno (John Hoyt), explica que la Terra no pot mantenir la vida i que els residents, juntament amb els seus androides, estan treballant frenèticament en una nau espacial que els portarà a un planeta en òrbita Alfa Centauri. Els quatre viatgers del temps, als quals se'ls va dir que potser no s'uneixin a aquest viatge espacial, se'ls permet, però, treballar en la recreació del seu portal del temps per tornar al seu propi temps. Abans que els residents puguin enlairar-se, els humans mutants degenerats irrompen, destrueixen el vaixell i envaeixen la ciutat pròpiament dita.
El Dr. Varno determina que ara l'única esperança és el portal del temps, així que compromet els recursos restants de la ciutat per ajudar a von Steiner, Connors, White i McKee a reconstruir el portal del temps. Treballen febrilment mentre els mutants continuen la seva invasió. Juntament amb unes quantes persones del futur, els quatre viatgers escapen al present just davant dels mutants, deixant una rereguarda d'androides. Una persona llança un objecte a través del portal que danya l'equip de l'altre costat i tanca el portal.
Els supervivents i els seus futuristes companys tornen al laboratori, només per fer un descobriment estrany. El seu passat encara es troba al laboratori, encara per passar pel portal, però semblen congelats. Aleshores, els viatgers s'adonen que estan experimentant el temps a un ritme accelerat; la resta del món, inclòs el seu jo passat, es mou a càmera extremadament lenta. La seva única opció és viatjar a la data en què s'havia fixat breument el portal abans d'establir-se amb més fermesa l'any 2071 d.C. Aquesta data anterior té més de 100.000 anys en el futur, però la pantalla és, com abans, fosca; el que hi ha per davant és desconegut. Travessen ràpidament l'habitació, projectant les ombres que s'havien vist abans.
Quan l'últim passa, la pantalla parpelleja breument i mostra els viatgers caminant per un clar amb arbres i herba; la superfície de la Terra torna a ser habitable. Allà comencen a construir un futur. Aleshores, la pel·lícula mostra el seu passat movent-se de nou a velocitat normal, repetint les seves accions a un ritme cada cop més accelerat fins a una partitura musical rotunda; la seqüència d'esdeveniments de tota la pel·lícula gira ràpidament, repetint-se amb cada cop més breus i menys clips, deixant l'espectador en un bucle de temps fins que s'acaba bruscament (sense més explicacions) amb una foto de la Galàxia d'Andròmeda.

## Repartiment
- Preston Foster - Dr. Erik von Steiner
- Philip Carey - Dr. Steve Connors
- Merry Anders - Carol White
- John Hoyt - Dr. Varno
- Dennis Patrick - Conseller Willard
- Joan Woodbury - Gadra
- Delores Wells - Reena
- Steve Franken - Danny McKee,
- Berry Kroeger - Preston
- Gloria Leslie - Consellera
- Mollie Glessing - Androïde
- Peter Strudwick - Mutant
- J. Edward McKinley - Raymond
- Margaret Seldeen - Miss Hollister

## Producció
La producció va començar el 1963 amb el títol provisional de Time Trap. El director Melchior no va poder aconseguir un pressupost adequat per explotar plenament el potencial de la història. El seu treball, però, segueix sent notable perquè els crítics posteriors i els espectadors posteriors consideren els valors de producció com a secundaris i la pel·lícula com una pel·lícula de sèrie B sòlida. "Malgrat el baix pressupost, això encara es veu força bé gràcies a l'ús intel·ligent dels recursos disponibles. El portal que creen els científics, com descobreix Danny, és més que una mera finestra sobre els propers anys, perquè realment poden passar-hi i passar a través de les dècades per existir en el futur." Un nombre parell de trucs de màgia coneguts s'utilitzen com a efectes especials, per exemple.

### Cameos i bits
Als 44 minuts de la pel·lícula Forrest J Ackerman apareix breument en una escena que representa diversos tècnics. L'única frase d'Ackerman a la pel·lícula és "No et preocupis. Estic mantenint els nostres homes de l'espai contents. Aconseguint que les coses siguin quadrades". L'acudit és un gag visual autorreferencial; el seu personatge està treballant en un dispositiu que converteix un marc circular en un marc quadrat. En aquell moment, Ackerman estava editant una revista de ciència-ficció titulada Spacemen. The Time Travelers va ser molt promocionat a la seva revista sobre la base del cameo d'Ackerman a la pel·lícula.
Els personatges de Delores Wells i de Steve Franken, Reena i Danny McKee, desenvolupen un romanç, i més Reena "pren el sol" amb diversos altres personatges femenins (un dels primers exemples de fan service) en una demostració de les costums sexuals d'El futur.

## Recepció
The Time Travelers era una pel·lícula de sèrie B, evident pels seus escassos valors de producció, tot i que tant l'argument com els actors van ser destacats per la crítica. Leonard Maltin va considerar que la pel·lícula "no està malament amb un final pessimista, una de les primeres pel·lícules americanes fotografiades per Vilmos Zsigmond". Va ser criticat dècades més tard en el reviscolament de Netflix de Mystery Science Theater 3000.